# Xyela
Xyela (лат.) — род перепончатокрылых насекомых из семейства пилильщиков Xyelidae. Около 50 видов.

## Распространение
Голарктика (Северная Америка, Европа, Азия), а также в северных районах неотропического региона и ориентальной области. На Дальнем Востоке 4 вида, в европейской части бывшего СССР 4 вида.

## Описание
Мелкие пилильщики, длина 2,4—4,5 мм (с яйцекладом до 9 мм). Основная окраска чёрная и жёлтая с буровато-чёрными отметинами. Ложногусеницы питаются на соснах (Pinus). В переднем крыле 2 медиокубитальных ячейки и 3 радиальных; жилка Rs с 2 ветвями. Яйцеклад длинный, заметен снаружи. Переднеспинка с прямым задним краем. Передние голени с 2 вершинными шпорами, а на средних и задних голенях по 3 надвершинные шпоры.

## Классификация
Около 50 видов, из них 28 в Евразии. Род был впервые выделен шведским энтомологом Юханом Вильгельмом Дальманом. Типовой род для семейства Xyelidae Newman, 1834. Ископаемые виды известны с мезозойской эры.
- Xyela alpigena (Strobl, 1895) (Альпы)
- Xyela altenhoferi Blank, 2013 (Хорватия)
- †Xyela angustipennis Statz, 1936 (25 млн лет, Германия, олигоцен)[6]
- Xyela bakeri Konow, 1898
- Xyela curva Benson, 1938 (Европа, Турция)
- Xyela densiflorae Blank & Shinohara, 2005 (Южная Корея)
- Xyela exilicornis Maa, 1949 (Китай)
- †Xyela florissantensis Rasnitsyn, 1995 (35 млн лет, США, Колоорадо, Флориссант)[7]
- Xyela fusca Blank, Kramp & Shinohara, 2017 (Япония)
- Xyela gallicaulis  D.R. Smith, 1970 (Северная Америка)
- Xyela graeca J.P.E.F. Stein, 1876 (Европа)
- Xyela heldreichii Blank, 2013 (Албания, Греция)
- Xyela helvetica (Benson, 1961) (Австрия, Швейцария)
- Xyela japonica Rohwer, 1910 (Япония)
- Xyela julii Brébisson, 1818typus (от Европы до Монголии)
- Xyela kamtshatica Gussakovskij, 1935 (Россия, Япония)
- Xyela koraiensis Blank & Shinohara, 2013 (Россия, Южная Корея)
- Xyela lata D.R. Smith, 1990 (Северная Америка)
- †Xyela latipennis Statz, 1936[6]
- Xyela longula Dalman, 1819 (Альпы)
- Xyela lugdunensis Berland, 1943 (Венгрия, Франция)
- †Xyela magna Statz, 1936[6]
- Xyela menelaus Benson, 1960 (Европа)
- Xyela meridionalis Shinohara, 1983 (Тайвань)
- †Xyela (Mesoxyela) mesozoica Rasnitsyn, 1965 — Байсса, Россия, Бурятия (около 120 млн лет, Аптский ярус мелового периода)[8][9]
- †Xyela micrura Rasnitsyn, 1995[7]
- Xyela minor Norton, 1869
- Xyela obscura (Strobl, 1895) (Европа)
- Xyela occidentalis Blank & Shinohara, 2005 (Китай, Южная Корея)
- Xyela par Blank & Shinohara, 2005 (Южная Корея)
- Xyela peuce Blank, 2013 (Болгария)
- Xyela pini Rohwer, 1913
- Xyela pumilae Blank & Shinohara, 2013 (Япония)
- Xyela rasnitsyni Blank & Shinohara, 2013 (Китай, Россия, Южная Корея)
- Xyela sibiricae Blank, 2013 (Монголия, Россия)
- Xyela sinicola Maa, 1947 (Китай)
  - =Xyela lii Xiao, 1988
- Xyela lugdunensis (Berland, 1943)
  - =Xyela nigroabscondita Haris & Gyurkovics, 2011
- Xyela rasnitsyni Blank & Shinohara, 2013 (Китая, Россия, Южная Корея)
- Xyela tecta Blank & Shinohara, 2005 (Япония)
- Xyela uncinatae Blank, 2013 (Андорра, Франция, Испания, Швейцария)
- Xyela ussuriensis Rasnitsyn, 1965 (Россия, Южная Корея)
  - =Xyela suwonae Ryu & Lee, 1992
- Xyela variegata Rohwer, 1910 (Япония)
- другие